# Vrbanja
Vrbanja es un municipio de Croacia en el condado de Vukovar-Sirmia.

## Geografía
Se encuentra a una altitud de 80 m s. n. m. a 272 km de la capital nacional, Zagreb.

## Demografía
En el censo 2011 el total de población del municipio fue de 3940 habitantes, distribuidos en las siguientes localidades:
- Soljani - 1 245
- Strošinci  - 492
- Vrbanja - 2 203

| Gráfica de población de Vrbanja 1857-2011                           |
|                                                                     |
| Según los censos de población de la oficina estadística de Croacia. |